# Pachyphytum caesium
Pachyphytum caesium là một loài thực vật có hoa trong họ Crassulaceae. Loài này được Kimnach & Moran miêu tả khoa học đầu tiên năm 1993.